# Dicoelotrachelus
Dicoelotrachelus es un género de insecto coleóptero de la familia Chrysomelidae.

## Especies
Las especies de este género son:
- Dicoelotrachelus cubensis Blake, 1946
- Dicoelotrachelus darlingtoni Blake, 1941
- Dicoelotrachelus depilatus Blake, 1941
- Dicoelotrachelus sulcatus Blake, 1946